# Stanley, Tasmania
Stanley este o localitate cu 458 loc. (în 2006) situată la vest de Wynyard și  Burnie, pe coasta de vest a Tasmaniei.
Așezarea a fost înființată în anul 1825 de Compania Indiilor Olandeze de Est. Localitatea poartă numele lordului Stanley (1799–1869), care a fost secretarul Coloniilor britanice, iar ulterior prim-ministru în Regatul Unit al Marii Britanii și al Irlandei. Portul Stanley a intrat în anul 1827 în funcțiune, aici fondându-se, în 1841, prima școală și, în 1936, primul telegraf care lega localitatea de continentul Australia.

## Geografie
Simbolul orașului este nucul.
În estul peninsulei pe care se află situată localitatea s-a descoperit o cameră de magmă răcită, care formează un platou cu înălțimea de 143 m. Plaja are un nisip format în mare parte din cuarț, regiunea fiind neatinsă de mâna omului.
Spre sud se întinde o pădure întinsă cu animale sălbatice.